# J3 League
J3 League är den tredje högsta divisionen i den japanska proffsfotbollsligan J.League.

## Lag säsongen 2023
- Azul Claro Numazu
- Ehime FC
- Fukushima United FC
- Gainare Tottori
- FC Gifu
- Giravanz Kitakyushu
- FC Imabari
- Iwate Grulla Morioka
- Kagoshima United FC
- Kamatamare Sanuki
- Kataller Toyama
- Matsumoto Yamaga
- AC Nagano Parceiro
- Nara Club
- FC Osaka
- FC Ryukyu
- SC Sagamihara
- Tegevajaro Miyazaki
- Vanraure Hachinohe
- YSCC Yokohama